# 西八朔町
西八朔町（にしはっさくちょう）は、神奈川県横浜市緑区の地名。「丁目」の設定のない単独町名である。住居表示未実施区域。

## 地理
緑区の北部に位置し、東に北八朔町、南に小山町、西に青葉区さつきが丘、北に青葉区梅が丘と接している。

### 字名
藤林（）、宮前（）、上原（）、長谷（）、江古田（）、大塚（）

## 歴史

### 沿革
かつて横浜市編入前のこの場所は、 都筑郡中里村大字西八朔であった。
- 1939年（昭和14年）4月1日 - 横浜市に編入。横浜市港北区西八朔町となる[6]。
- 1966年（昭和41年）11月6日 - 西八朔町の一部を藤が丘二丁目、梅が丘、つつじが丘へ編入[7]。
- 1969年（昭和44年）10月1日 - 行政区再編成により、緑区を新設。横浜市緑区西八朔町となる[8]。
- 1970年（昭和45年）2月26日 - 西八朔町の一部をさつきが丘、梅が丘、千草台へ編入[8]。
- 1973年（昭和48年）9月29日 - 西八朔町の一部を北八朔町、下谷本町、市ケ尾町、川和町へ編入[9]。
- 1980年（昭和55年）12月10日 - 西八朔町の一部をさつきが丘へ編入[10]。
- 1983年（昭和58年）12月28日 - 西八朔町の一部を北八朔町へ編入[11]。
- 1984年（昭和59年）9月8日 - 西八朔町の一部を川和町、北八朔町へ編入[11]。
- 1994年（平成6年）11月6日 - 行政区再編成により、緑区を再設置。横浜市緑区北八朔町となる[12]。

## 世帯数と人口
2025年（令和7年）4月30日現在（横浜市発表）の世帯数と人口は以下の通りである。
| 町丁     | 世帯数    | 人口    |
| -------- | --------- | ------- |
| 西八朔町 | 1,192世帯 | 2,710人 |

### 人口の変遷
国勢調査による人口の推移。
| 年                 | 人口  |
| ------------------ | ----- |
| 1995年（平成7年）  | 2,073 |
| 2000年（平成12年） | 2,406 |
| 2005年（平成17年） | 2,476 |
| 2010年（平成22年） | 2,647 |
| 2015年（平成27年） | 2,730 |
| 2020年（令和2年）  | 2,696 |

### 世帯数の変遷
国勢調査による世帯数の推移。
| 年                 | 世帯数 |
| ------------------ | ------ |
| 1995年（平成7年）  | 668    |
| 2000年（平成12年） | 801    |
| 2005年（平成17年） | 828    |
| 2010年（平成22年） | 847    |
| 2015年（平成27年） | 927    |
| 2020年（令和2年）  | 963    |

## 学区
市立小・中学校に通う場合、学区は以下の通りとなる（2024年11月時点）。
| 番・番地等 | 小学校                     | 中学校               |
| ---------- | -------------------------- | -------------------- |
| 全域       | 横浜市立山下みどり台小学校 | 横浜市立緑が丘中学校 |

## 事業所
2021年（令和3年）現在の経済センサス調査による事業所数と従業員数は以下の通りである。
| 町丁     | 事業所数 | 従業員数 |
| -------- | -------- | -------- |
| 西八朔町 | 54事業所 | 719人    |

### 事業者数の変遷
経済センサスによる事業所数の推移。
| 年                 | 事業者数 |
| ------------------ | -------- |
| 2016年（平成28年） | 56       |
| 2021年（令和3年）  | 54       |

### 従業員数の変遷
経済センサスによる従業員数の推移。
| 年                 | 従業員数 |
| ------------------ | -------- |
| 2016年（平成28年） | 718      |
| 2021年（令和3年）  | 719      |

## 施設

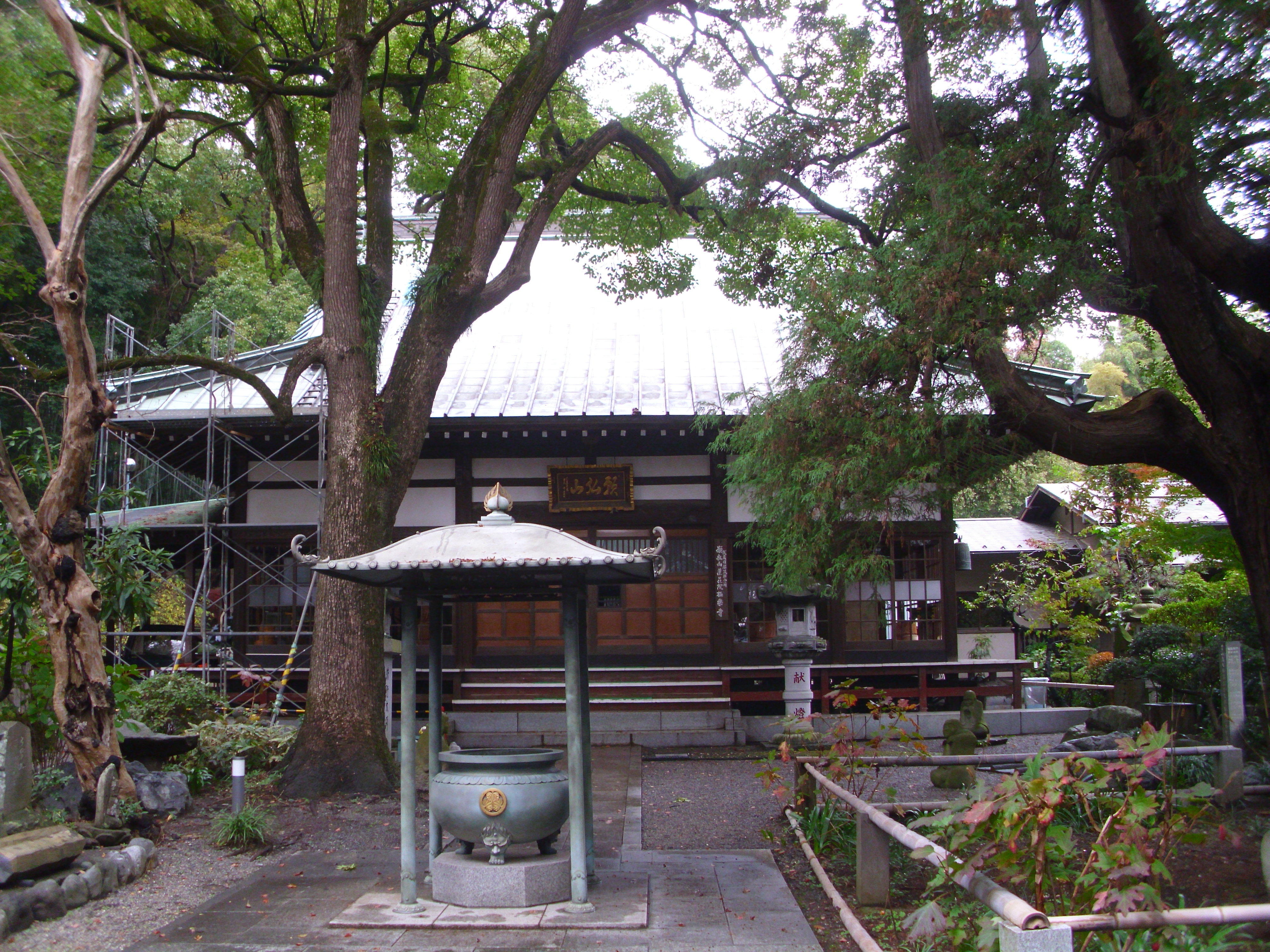
極楽寺

- 東名高速道路港北パーキングエリア（上り線）
- 杉山神社
- 極楽寺

## その他

### 日本郵便
- 郵便番号 : 226-0024[3]（集配局：緑郵便局[22]）

### 警察
町内の警察の管轄区域は以下の通りである。
| 番・番地等 | 警察署   | 交番・駐在所 |
| ---------- | -------- | ------------ |
| 全域       | 緑警察署 | 北八朔交番   |